# Škoda 03T
Škoda 03T (obchodní názvy Astra (asynchronní tramvaj), v Brně Anitra (asynchronní nízkopodlažní tramvaj), po skončení výroby Elektra, původně označována jako Škoda Inekon LTM 10.08) je česká tříčlánková nízkopodlažní tramvaj vyráběná společností Škoda. Svoji premiéru měla roku 1998, prototypy se objevily již na přelomu let 1997 a 1998.

## Konstrukce

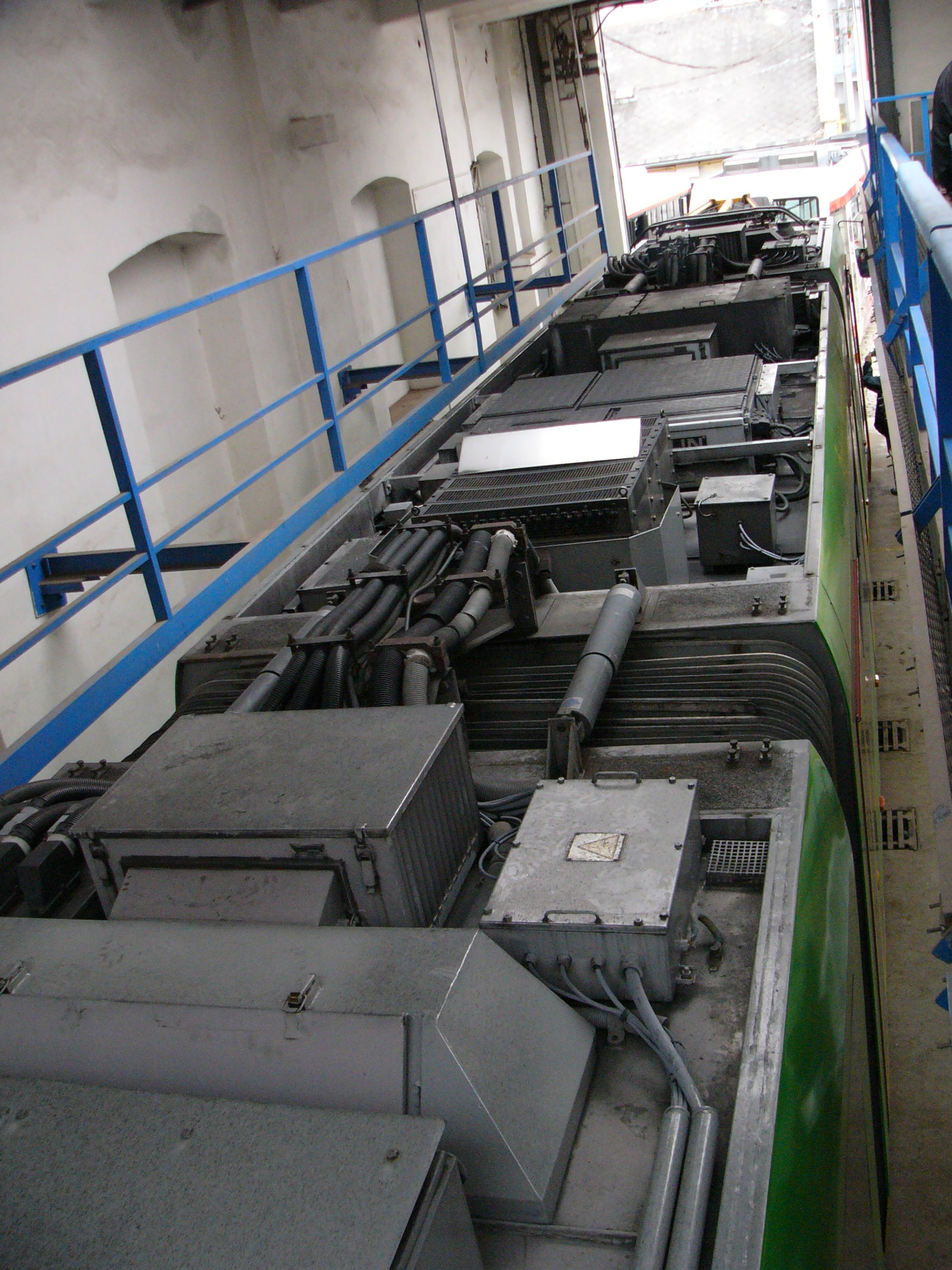
Střecha tramvaje Škoda 03T s elektrickou výzbrojí ELIN s rekuperací

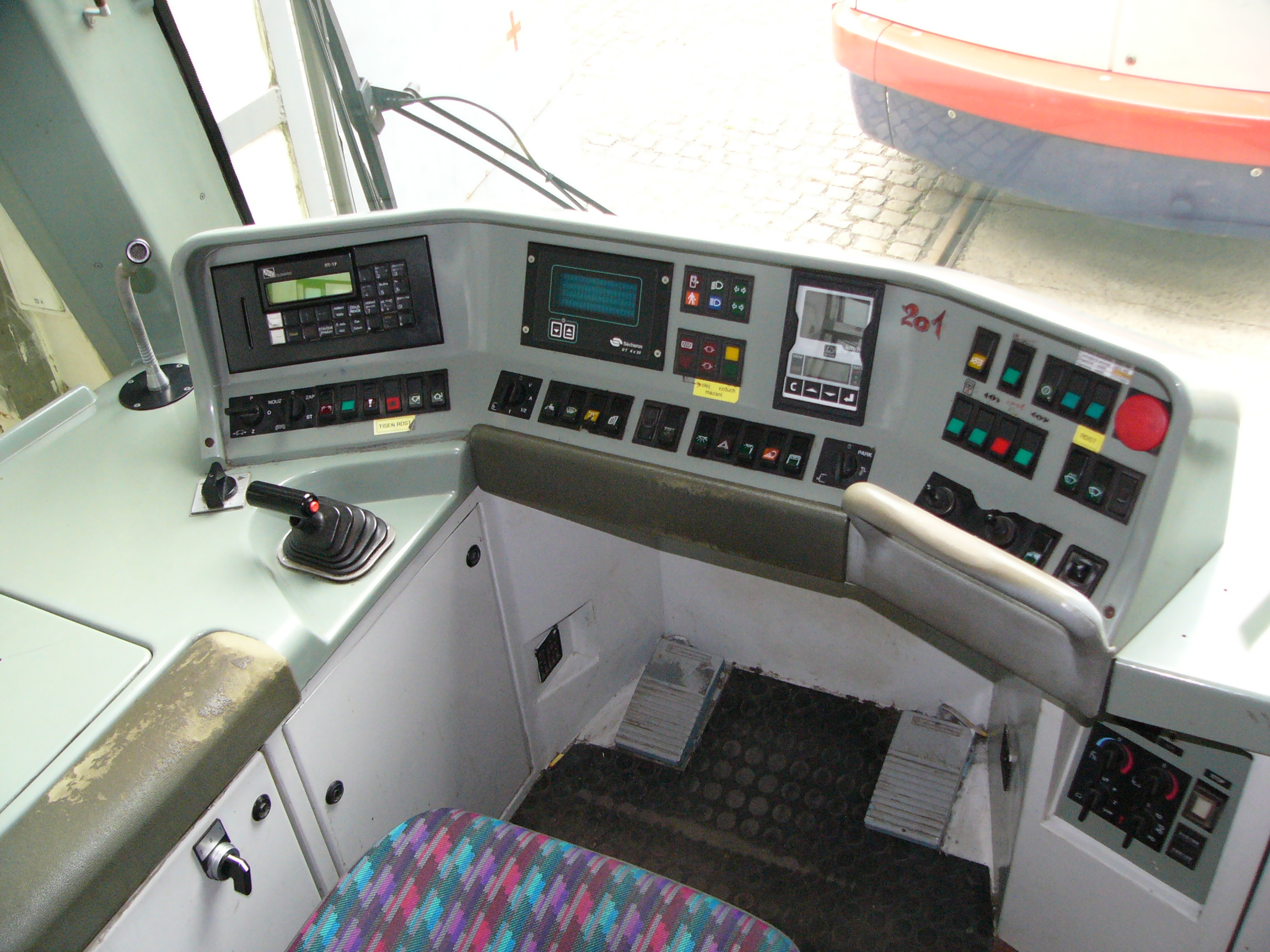
Kokpit Škody 03T

Jedná se o jednosměrný čtyřnápravový motorový částečně nízkopodlažní tramvajový vůz skládající se ze tří článků, které jsou navzájem spojeny kloubem a krycím měchem. V pravé bočnici se nacházejí čtvery předsuvné dveře (ve středním článku dvoje dvoukřídlé, v krajních jsou vždy jedny jednokřídlé).
Střední článek je zavěšen mezi krajní články, které jsou umístěny na pevných podvozcích. Vozové skříně jednotlivých článků mají ocelové kostry svařené z ohýbaných a uzavřených profilů a z materiálů, u nichž byla zvýšena odolnost proti korozi.
Na střeše vozidla je umístěna elektrická výzbroj, která umožňuje rekuperaci při brzdění a u vozidla tak snižuje celkovou spotřebu energie. Trakční motory jsou asynchronní a spolu s napěťovým střídačem IGBT mají rovněž určitý podíl na snížené spotřebě energie oproti například odporové regulaci. Polarita napájení je buď standardní nebo obrácená (pro Brno a Ostravu).
Prostřední článek tramvaje je nízkopodlažní, s výškou podlahy 350 mm nad temenem kolejnice. Tvoří 50 % celé tramvaje. Ostatní články pak jsou ve výšce normální (780 mm), a tudíž jsou u dveří do nich vedoucích schody. Celý vůz je průchozí, při jeho navrhování bylo myšleno i na osoby se sníženou schopností pohybu a kočárky. Pod dveřmi středního článku je umístěna výsuvná plošina, podobně jako je tomu například u autobusů typů Irisbus Citybus 12M a Mercedes-Benz Citaro. Vzhledem k pevným podvozkům dochází v obloucích ke zvýšenému opotřebení kolejnic a provoz je v zatáčkách hlučnější.

## Design
Autorem komplexního designového návrhu tramvaje byl akademický sochař a designér Ivan Linhart, který za návrh tramvaje roku 1995 obdržel národní cenu za vynikající design, vyhlašovanou Design centrem České republiky.

## Prototypy
Oba prototypy tramvaje 03T byly vyrobeny v roce 1997. Každý z nich měl ale od počátku úplně jiný osud. Původně měla dostat tyto dva vozy Plzeň, kde měly probíhat veškeré zkoušky. Protože si však Dopravní podnik Ostrava v téže době objednal dva vozy, byl na přelomu let 1997 a 1998 první prototyp převezen (po krátkých zkušebních jízdách v Plzni) do Ostravy, kde byly vykonány zkoušky. Od 17. dubna mohl jezdit i s cestujícími pod evidenčním číslem 1201. Na začátku září, po dodání prvního sériového vozu, byl vrácen výrobci, který ho předal Plzeňským městským dopravním podnikům. Obdržel evidenční číslo 300 a od začátku října 1998 jezdil v Plzni v běžném provozu. Po nehodě v lednu 2006 byl ale odstaven a na podzim 2007 byl vzhledem k atypickým náhradním dílům definitivně vyřazen. Likvidace vozu započala v květnu 2008.
Druhý prototypový vůz byl v roce 1998 zkoušen v domácí Plzni. Právě u této tramvaje probíhaly zkoušky pro schválení typu vozu. Po jejich úspěšném absolvování byla tramvaj v létě 1998 zařazena do pravidelného provozu pod číslem 301. Kvůli své atypičnosti byl vůz standardizován (nejvýraznější změny byly: lak, pohon dveří a poloautomatické spřáhlo ve přídi vozu – původně byl testován a plánován provoz Aster v párech. Vůz č. 300 měl poloautomatické spřáhlo v zádi, příď vozu 300 a záď vozu 301 byly vybaveny ručními spřáhly). Dne 18. března 2021 byl s ukončením provozu Aster v Plzni vůz odstaven, přičemž je v plánu jeho převedení mezi historická vozidla PMDP.

## Dodávky tramvají
V letech 1997 až 2005 bylo vyrobeno celkem 48 vozů v osmi sériích.
| Současný stát | Město           | Článek | Typ  | Roky dodávek | Počet vozů | Evidenční čísla při dodání | Poznámky  | Zdroj |
| ------------- | --------------- | ------ | ---- | ------------ | ---------- | -------------------------- | --------- | ----- |
| Česko         | Brno            | článek | 03T5 | 2003         | 1          | 1805                       |           | [ 5 ] |
| Česko         | Brno            | článek | 03T6 | 2003–2005    | 14         | 1806–1819                  |           | [ 5 ] |
| Česko         | Brno            | článek | 03T7 | 2006         | 2          | 1820, 1821                 |           | [ 5 ] |
| Česko         | Most – Litvínov | článek | 03T5 | 2001–2002    | 2          | 201, 202                   |           | [ 6 ] |
| Česko         | Olomouc         | článek | 03T1 | 1998         | 2          | 201, 202                   |           | [ 7 ] |
| Česko         | Olomouc         | článek | 03T2 | 1999         | 1          | 203                        |           | [ 7 ] |
| Česko         | Olomouc         | článek | 03T3 | 1999         | 1          | 204                        |           | [ 7 ] |
| Česko         | Ostrava         | článek | 03T1 | 1998         | 2          | 1201, 1202                 |           | [ 8 ] |
| Česko         | Ostrava         | článek | 03T2 | 1999         | 7          | 1203–1209                  |           | [ 8 ] |
| Česko         | Ostrava         | článek | 03T4 | 2001         | 2          | 1210, 1211                 |           | [ 8 ] |
| Česko         | Ostrava         | článek | 03T5 | 2001         | 3          | 1212–1214                  |           | [ 8 ] |
| Česko         | Plzeň           | článek | 03T0 | 1998–1999    | 2          | 300, 301                   | prototypy | [ 9 ] |
| Česko         | Plzeň           | článek | 03T2 | 1999         | 2          | 302, 303                   |           | [ 9 ] |
| Česko         | Plzeň           | článek | 03T3 | 1999–2000    | 4          | 304–307                    |           | [ 9 ] |
| Česko         | Plzeň           | článek | 03T4 | 2000         | 3          | 308–310                    |           | [ 9 ] |

## Historické vozy
- Škoda Bus Klub Plzeň (ex Plzeň ev. č. 303)